# Dragon Dictation
Dragon Dictation é um aplicativo para sistemas operacionais da Apple Inc. incluindo iPhone, iPod touch e iPad, feito para reconhecimento de voz. Foi desenvolvido pela Nuance Communications, e lançado em dezembro de 2009 como um aplicativo livre.
Em julho de 2010, Nuance anunciou que já houve cerca de 3,7 milhões de downloads do aplicativo.